# Flor Sideral (escultura)

La Flor Sideral es una escultura ubicada en la ladera norte del Distribuidor Los Ruices de la autopista Francisco Fajardo de Caracas, que forma parte del proyecto Viarte ejecutado en el marco del Plan de Soluciones Viales para Caracas.
Como parte de los trabajos de ampliación y mejora de la infraestructura vial del área metropolitana de Caracas, el Ministerio del Poder Popular para el Transporte Terrestre y Obras Públicas bajo la rectoría de Haiman El Troudi propuso ejecutar un plan de mejoramiento ornamental de las vías terrestres con la instalación de un museo al aire libre.
Esta obra de arte es de autoría del artista plástico apureño Rafael Martínez. Consiste en una estructura geométrica de color banco, elaborada en metal (hierro laquelado) de seis metros de alto sobre un pedestal de concreto de dos columnas con una altura de 1,50 metros.
La ubicación de la escultura en la ladera norte del nuevo Distribuidor Los Ruices fue escogida por el propio Rafael Martínez. Se ubica aproximadamente a un kilómetro de la Esfera Caracas del escultor venezolano Jesús Soto, quien fuera su maestro y amigo.
Para Martínez, la obra es una flor imaginaria del universo que nació de las estrellas y forma parte de otras esculturas que ha realizado en otras ciudades de Venezuela durante años.